# Direction générale de la Sûreté nationale (France)
Pour l’article homonyme, voir Direction générale de la Sûreté nationale.
La Direction générale de la Sûreté nationale est initialement la direction de la police française, réunissant les services étatisés de police urbaine, les services des renseignements généraux, les services de la police judiciaire, ceux de la surveillance du territoire et la direction du personnel et de l'équipement.

## Historique
Cette direction générale est fondée par un décret-loi du 28 avril 1934 en remplacement de la direction de la Sûreté générale et de sa mauvaise gestion de l'affaire Stavisky. Lors de sa création, les effectifs globaux de la Sûreté Nationale regroupent les différents services nationaux de police et sont inférieurs à 15 000 personnes, composés comme suit : surveillance du territoire pour environ 1 000 agents, renseignements généraux pour plus de 2 000 agents, police judiciaire pour environ 2 500 inspecteurs et commissaires, police en tenue des villes avec police d'État, pour environ 9 500 gardiens, brigadiers, officiers de paix, inspecteurs et commissaires et la direction du personnel et de l'équipement.
Jusqu'en 1940, le Contrôle Général de la Surveillance du Territoire (CGST), qui avait été un service intégré au Ministère de l'Intérieur en 1899, à la suite de l'affaire Dreyfus et chargé de toutes les activités de renseignements et de lutte contre l'espionnage, est un des services de police intégrés au sein de la direction générale de la Sûreté nationale.
La loi prise par le gouvernement de Vichy le 23 avril 1941 crée la direction générale de la Police nationale, qui réunit les anciennes polices municipales devenues étatisées pour les villes de plus de 10 000 habitants (soit environ 20 000 fonctionnaires et administratifs), les services et directions de l'ancienne direction générale de la Sûreté Nationale (moins de 15 000 agents), les Groupes Mobile de Réserve (environ 10 000 hommes) - unités de type militarisée créées à partir de juin 1941 et les forces de la Préfecture de Police, pour le département de la Seine (environ 21 000 personnes).
Dans le même temps, l'ancien siège de la DGSN, rue des Saussaies à Paris (VIIIème arrondissement) est occupé par la police allemande représentée par la Sipo (police de sûreté) et le SD (Service de sécurité). La section IV de la Sipo est nettement plus connue sous le nom de Gestapo. L'autre composante de la Sipo est la Kripo (police criminelle), dont les services sont aussi rue des Saussaies.
Rétablie par ordonnance du gouvernement provisoire de la République française le 16 novembre 1944, la Direction générale de la Sûreté nationale (regroupant les polices urbaines, les renseignements généraux, les services de police judiciaire — en dehors de ceux de la Préfecture de Police —, la surveillance du territoire, la direction du personnel et de l'équipement ) existe jusqu'au 9 juillet 1966.
À cette date, cette structure est remplacée par la Direction générale de la Police nationale.

## Directeurs généraux de la S.N. en France
| Période           | Période           | Identité          | Fonction précédente                             | Observation                              |
| ----------------- | ----------------- | ----------------- | ----------------------------------------------- | ---------------------------------------- |
| 5 mai 1934        | 14 octobre 1934   | Jean Berthoin     | Directeur de la Sûreté                          |                                          |
| 15 octobre 1934   | 26 septembre 1936 | Charles Magny     |                                                 |                                          |
| 26 septembre 1936 |                   | Pierre Moitessier | Préfet du Gard                                  |                                          |
| 31 mai 1938       |                   | Amédée Bussière   |                                                 |                                          |
| 18 juin 1940      |                   | Albin Didkowski   |                                                 |                                          |
| 20 août 1940      | 16 février 1941   | Henry Chavin      | Préfet de Constantine                           |                                          |
|                   |                   |                   |                                                 |                                          |
| 22 septembre 1944 |                   | André Pelabon     |                                                 |                                          |
| 12 mars 1946      |                   | Pierre Boursicot  | Commissaire de la République de la Haute-Vienne |                                          |
| 23 février 1949   |                   | Pierre Berthaux   |                                                 |                                          |
| 17 avril 1951     |                   | Robert Hirsch     | Préfet de la Charente-Maritime                  |                                          |
| 10 juillet 1954   |                   | Jean Mairey       |                                                 |                                          |
| 2 août 1957       |                   | Jean Verdier      |                                                 |                                          |
| 22 janvier 1962   |                   | Jacques Aubert    |                                                 |                                          |
| 21 décembre 1962  |                   | Maurice Grimaud   |                                                 | en poste durant l'affaire Ben Barka      |
| 28 décembre 1966  | 29 octobre 1969   | Jean Dours        |                                                 | en poste durant les événements de mai 68 |

#### Ouvrages
- [1976] Marcel Le Clère (d) , « La direction de la Sûreté générale sous la IIIe République », dans Francis de Baecque (d) , Charles Braibant, Georges Dethan (d) , Paul Gerbod (d)  et al., Les directeurs de ministère en France (XIXe – XXe siècles), Genève, Droz, coll. « Publications du Centre de recherches d'histoire et de philologie de la IVe section de l'École pratique des hautes études / Hautes études médiévales et modernes  (ISSN 0073-0955) » (no 5 / 26), 1976, 173 p., 25 cm (ISBN 2-6000-3376-9, OCLC 373516070, BNF 34644576, SUDOC 000359785, présentation en ligne, lire en ligne ), p. 99-106.
- [1979] Claude Goyard (d) , « Un aspect de la police politique sous la Troisième République : l'enquête et le rôle de la Sûreté générale dans l'affaire Stavisky », dans Jacques Aubert (d) , Michel Eude (d) , Claude Goyard et al., L'État et sa police en France, 1789-1914 (Actes de congrès), Genève / Paris, Droz / Honoré Champion, coll. « Publications du Centre de recherches d'histoire et de philologie de la IVe section de l'École pratique des hautes études / Hautes études médiévales et modernes  (ISSN 0073-0955) » (no 5 / 33), 1979, 213 p., 25 cm (ISBN 2-6000-3382-3, OCLC 373539659, BNF 34644270, SUDOC 000358592, présentation en ligne, lire en ligne ), p. 177-206.
- [1996] Jean-Marc Berlière, Le monde des polices en France, XIXe – XXe siècles, Bruxelles, Complexe, coll. « Le monde de…  (ISSN 1784-455X) » (no 2), 1996, 275 p., 22 cm (ISBN 2-87027-641-9, OCLC 301628278, BNF 36691449, DOI 10.4000/chs.952, SUDOC 003963586, présentation en ligne, lire en ligne ).
- [2000] Igor Charras (d) , « Polices et policiers », dans Marc-Olivier Baruch et Vincent Duclert (dir.), Serviteurs de l'État : une histoire politique de l'administration française, 1875-1945, Paris, La Découverte, coll. « L'espace de l'histoire  (ISSN 1264-6105) » (réimpr. 2010) (1re éd. 2000), 587 p., 24 cm (ISBN 2-7071-3165-2, OCLC 708542646, BNF 37193924, SUDOC 05230115X, présentation en ligne, lire en ligne ), p. 297-324.
- [2005] Michel Aubouin, Arnaud Teyssier, Jean Tulard et al. (préf. Dominique de Villepin et Nicolas Sarkozy), Histoire et dictionnaire de la police : du Moyen Âge à nos jours, Paris, Éditions Robert Laffont, coll. « Bouquins (ISSN 0244-5913) », 2005, XXII-1059 p., 20 cm (ISBN 2-221-08573-6, OCLC 300351200, BNF 40037509, SUDOC 091966086, présentation en ligne).
- [2011] Jean-Marc Berlière et René Lévy (1952-), Histoire des polices en France : de l'Ancien régime à nos jours, Paris, Éditions Nouveau Monde, coll. « Poche : histoire  (ISSN 2105-4053) » (réimpr. 2013) (1re éd. 2011), 767 p., 23 cm (ISBN 978-2-84736-573-3 et 978-2-36583-379-0, OCLC 752259514, BNF 42416787, DOI 10.4000/criminocorpus.430, SUDOC 152149856, présentation en ligne).

#### Articles
- [1995] Frédéric Monier, Sophie Cœuré et Gérard Naud, « Le retour de Russie des archives françaises : le fonds de la Sûreté », Vingtième Siècle : Revue d'histoire, Paris, Presses de Sciences Po, no 45,‎ janvier-mars 1995, p. 133-139 (ISSN 0294-1759, lire en ligne).
- [1997] Dominique Devaux (d) , « Les archives de la direction de la Sûreté rapatriées de Russie », La Gazette des archives, Paris, Association des archivistes français, no 176,‎ 1er trimestre 1997, p. 78-86 (ISSN 0016-5522, lire en ligne).
- [2008] Jean-Marc Berlière et Marie Vogel, « Aux origines de la police politique républicaine », Criminocorpus, Paris,‎ 1er janvier 2008 (ISSN 2108-6907, lire en ligne).
- [2018] Amos Frappa, « La Sûreté lyonnaise dans le système policier français (début XIXe - début XXe siècle) », Criminocorpus, Paris,‎ 10 avril 2018 (ISSN 2108-6907, lire en ligne).